# 普羅希比申城 (密蘇里州)
普羅希比申城（英語：Prohibition City）是位於美國密蘇里州沃思縣的非建制地區。

## 歷史
普羅希比申城的郵局於1877年設立，其後於1881年停運。

## 地理
普羅希比申城所處的海拔為高於海平面330米（即1083英呎），而該地所採用的時區為UTC-6，即北美中部時區（CST）。同時該地設有夏令時間，為UTC-6調快一小時，即UTC-5（CDT）。